# میدل ولی (تنسی)
میدل ولی(به انگلیسی: Middle Valley) شهری در ایالت تنسی کشور ایالات متحده آمریکا است که جمعیت آن در سرشماری سال ۲۰۱۰ میلادی، ۱۲٬۶۸۴ نفر بوده‌است.